# Ekhö. Lustrzany świat
Ekhö. Lustrzany świat (fr. Ekhö monde miroir) – francuska seria komiksowa z gatunku fantasy, której autorami są Christophe Arleston (scenariusz) i Alessandro Barbucci (rysunki). Ukazuje się od 2013 nakładem wydawnictwa Soleil Productions. Po polsku serię publikuje oficyna Taurus Media.

## Fabuła
Główną bohaterką serii jest studentka Fourmille Gratule, która w magiczny sposób trafia do Ekhö – alternatywnego świata będącego lustrzanym odbiciem naszej rzeczywistości. Wspólnie z przeniesionym z nią przypadkowo Yurijem Podrovem przemierza ulicy "innego" Nowego Jorku, w którym nie ma elektryczności, mieszkańcy zamiast samolotami podróżują w brzuchach wielkich smoków, a wagoniki metra znajdują się na plecach olbrzymich stonóg. W Ekhö czeka na Fourmille spadek po jej ciotce Odelalii. Jak się okazuje, kobieta, która w naszym świecie była uznawana od wielu lat za martwą, w lustrzanym prowadziła z powodzeniem agencję artystyczną, a jej nową właścicielką zostaje właśnie Fourmille. Co więcej, dziewczyna szybko odkrywa, że jej ciało nawiedza duch zmarłej ciotki przekonanej, że ktoś ją zamordował. Rozpoczyna się przygoda, która zawiedzie Fourmille i Yurija w najdalsze zakątki "lustrzanego świata".

## Tomy
| Tom | Tytuł i rok wydania polskiego  | Tytuł i rok wydania oryginalnego |
| --- | ------------------------------ | -------------------------------- |
| 1   | Nowy Jork (2014)               | New York (2013)                  |
| 2   | Cesarstwo Paryskie (2014)      | Paris Empire (2013)              |
| 3   | Bulwar Hollywood (2016)        | Hollywood Boulevard (2014)       |
| 4   | Barcelona (2016)               | Barcelona (2015)                 |
| 5   | Tajemnica Preshaunów (2017)    | Le Secret des Preshauns (2016)   |
| 6   | Deep South (2017)              | Deep South (2017)                |
| 7   | Swinging London (2018)         | Swinging London (2017)           |
| 8   | Syrena z Manhattanu (2020)     | La Sirène de Manhattan (2018)    |
| 9   | Ekspres Abidżan–Nairobi (2022) | Abidjan–Nairobi Express (2019)   |
| 10  | Upiór w Pekinie (2024)         | Un fantôme à Pékin (2020)        |
| 11  |                                | Hot Tabaaasco (2022)             |
| 12  |                                | La Walkyrie des fjords (2023)    |
| 13  |                                | Les Chmières de Venise (2025)    |